# Once in a LIVEtime
Albums de Dream Theater
Falling into Infinity
(1997) Metropolis Part 2: Scenes from a Memory
(1999)
Once in a LIVEtime est le 2e album live du groupe de metal progressif Dream Theater sorti le 27 octobre 1998.

## Liste des chansons

### Disque 1
| No  | Titre                           | Paroles        | Musique                                    | Durée |
| --- | ------------------------------- | -------------- | ------------------------------------------ | ----- |
| 1.  | The Crimson Sunrise             | (instrumental) | Dream Theater                              | 3:56  |
| 2.  | Innocence                       | Mike Portnoy   | Dream Theater                              | 3:05  |
| 3.  | Puppies on Acid                 | (instrumental) | Dream Theater                              | 1:24  |
| 4.  | Just Let Me Breathe             | Portnoy        | Dream Theater                              | 5:53  |
| 5.  | Voices                          | John Petrucci  | Dream Theater                              | 10:34 |
| 6.  | Take the Time                   | Dream Theater  | Dream Theater                              | 12:20 |
| 7.  | Derek Sherinian (solo de piano) | (instrumental) | Derek Sherinian                            | 1:54  |
| 8.  | Lines in the Sand               | Petrucci       | Dream Theater                              | 13:13 |
| 9.  | Scarred                         | Petrucci       | Dream Theater                              | 9:27  |
| 10. | The Darkest of Winters          | (instrumental) | Dream Theater                              | 3:17  |
| 11. | Ytse Jam                        | (instrumental) | Petrucci, John Myung, Kevin Moore, Portnoy | 4:09  |
| 12. | Mike Portnoy (solo de batterie) | (instrumental) | Portnoy                                    | 6:59  |

### Disque 2
| No  | Titre                                         | Paroles                | Musique       | Durée |
| --- | --------------------------------------------- | ---------------------- | ------------- | ----- |
| 1.  | Trial of Tears                                | Myung                  | Dream Theater | 14:11 |
| 2.  | Hollow Years                                  | Petrucci               | Dream Theater | 7:01  |
| 3.  | Take Away My Pain                             | Petrucci               | Dream Theater | 6:16  |
| 4.  | Caught In A Web                               | James LaBrie, Petrucci | Dream Theater | 5:16  |
| 5.  | Lie                                           | Moore                  | Dream Theater | 6:45  |
| 6.  | Peruvian Skies                                | Petrucci               | Dream Theater | 7:50  |
| 7.  | John Petrucci (solo de guitare)               | (instrumental)         | Petrucci      | 8:06  |
| 8.  | Pull Me Under                                 | Moore                  | Dream Theater | 8:15  |
| 9.  | Metropolis Pt. 1: The Miracle and the Sleeper | Petrucci               | Dream Theater | 6:16  |
| 10. | Learning to Live                              | Myung                  | Dream Theater | 4:13  |
| 11. | The Crimson Sunset                            | Portnoy                | Dream Theater | 3:49  |